# Lake Wisconsin
Lake Wisconsin is een plaats (census-designated place) in de Amerikaanse staat Wisconsin, en valt bestuurlijk gezien onder Columbia County en Sauk County.

## Demografie
Bij de volkstelling in 2000 werd het aantal inwoners vastgesteld op 3493.

## Geografie
Volgens het United States Census Bureau beslaat de plaats een oppervlakte van 56,0 km², waarvan 32,8 km² land en 23,2 km² water.

## Plaatsen in de nabije omgeving
De onderstaande figuur toont nabijgelegen plaatsen in een straal van 16 km rond Lake Wisconsin.